# Бёркс, Роберт
Роберт Бёркс (англ. Robert Burks; 4 июля 1909, Чино — 13 мая 1968, Ньюпорт-Бич) — американский кинооператор. Лауреат премии «Оскар» за лучшую операторскую работу в фильме «Поймать вора».

## Биография
Родился 4 июля 1909 года в городе Чино, США. С 1928 года начал работать в компании Warner Bros. в лаборатории специальных эффектов, сначала ассистентом и помощником оператора, а с 1938 года специалистом по спецэффектам. В качестве кинооператора дебютировал на съёмках короткометражки «Играя блюз» (1944). Известен по сотрудничеству с кинорежиссёром Альфредом Хичкоком, с которым они сняли 12 фильмов в период с 1951 по 1964 год.
Также работал с Фрэнком Капрой, Майклом Кёртисом, Джоном Хьюстоном и с другими крупными режиссёрами. Состоял в Американском обществе кинооператоров.
Погиб 13 мая 1968 года вместе с женой, во время пожара в их доме в Ньюпорт-Бич, США.

## Избранная фильмография

### Оператор
- 1945: Звезда в ночи (реж. Дон Сигел)
- 1949: Поцелуй в темноте (реж. Делмер Дэйвс)
- 1949: Источник (реж. Кинг Видор)
- 1949: За лесом (реж. Кинг Видор)
- 1951: Насаждающий закон (реж. Британи Виндаст)
- 1951: Незнакомцы в поезде (реж. Альфред Хичкок)
- 1951: Завтра будет новый день (реж. Феликс Э. Файст)
- 1952: Мара Мару (реж. Гордон Дуглас)
- 1953: Я исповедуюсь (реж. Альфред Хичкок)
- 1953: Дом восковых фигур (реж. Андре де Тот)
- 1953: Хондо (реж. Джон Фэрроу)
- 1954: Парень из Оклахомы (реж. Майкл Кёртис)
- 1954: В случае убийства набирайте «М» (реж. Альфред Хичкок)
- 1954: Окно во двор (реж. Альфред Хичкок)
- 1955: Неприятности с Гарри (реж. Альфред Хичкок)
- 1955: Поймать вора (реж. Альфред Хичкок)
- 1956: Человек, который слишком много знал (реж. Альфред Хичкок)
- 1956: Король бродяг (реж. Майкл Кёртис)
- 1956: Не тот человек (реж. Альфред Хичкок)
- 1957: Дух Сент-Луиса (реж. Билли Уайлдер)
- 1958: Головокружение (реж. Альфред Хичкок)
- 1958: Чёрная орхидея (реж. Мартин Ритт)
- 1959: К северу через северо-запад (реж. Альфред Хичкок)
- 1961: Великий самозванец (реж. Роберт Маллиган)
- 1962: Музыкант (реж. Мортон Дакоста)
- 1963: Птицы (реж. Альфред Хичкок)
- 1964: Марни (реж. Альфред Хичкок)
- 1965: Клочок синевы (реж. Гай Грин)

### Специалист по спецэффектам
- 1942: В этом наша жизнь (реж. Джон Хьюстон)
- 1944: Мышьяк и старые кружева (реж. Фрэнк Капра)
- 1946: Вердикт (реж. Дон Сигел)
- 1947: Одержимая (реж. Кёртис Бернхардт)
- 1947: Неверная (реж. Винсент Шерман)
- 1947: Вне подозрений (реж. Майкл Кёртис)
- 1948: Ки-Ларго (реж. Джон Хьюстон)
- 1948: Роман в открытом море (реж. Майкл Кёртис)

## Награды и номинации
- Премия «Оскар» за лучшую операторскую работу
  - Номинировался в 1952 году за фильм «Незнакомцы в поезде»[5]
  - Номинировался в 1955 году за фильм «Окно во двор»[6]
  - Лауреат 1956 года за фильм «Поймать вора»[7]
  - Номинировался в 1966 году за фильм «Клочок синевы»[8]